# Нейман, Юлия Моисеевна
Юлия Моисеевна Нейман (псевдоним — Ю. Новикова, также литературное имя Ю. Нейман; 1907—1994) — русская поэтесса, переводчица.

## Биография
Родилась в Уфе, в семье вольнопрактикующего врача по внутренним и детским болезням Моисея Соломоновича Неймана (1875—1936) и Марии Борисовны Буровой (1880—1975). Окончила литературный факультет МГУ (1930). Печататься начала в 1934. Её лирические стихи полны раздумий о пережитом, о поэзии, о природе. Нейман переводила стихи Давида Кугультинова, Кайсына Кулиева, Танзиль Зумакуловой, Гамзата Цадасы, Расула Гамзатова, Джами, Махтумкули, Фурката и др. В соавторстве с Р. Ю.[имя?] Раловым написала пьесы «Дело в Эрнике» (1947) и «Зеленая палочка» (1955). Писала также о писателях и художниках (Александре Полежаеве, Евгение Шварце, Владимире Фаворском, Иване Шадре).
Скончалась в Москве в 1994 году. Похоронена на Востряковском кладбище (участок 42).
Награждена орденом Дружбы народов (2.11.1987).

## Переводы
- Янгин М. Заветное слово: Стихи. Ташкент, 1959;
- Давид Кугультинов. Возраст: Стихи; Поэма. М., 1973;
- Давид Кугультинов. Бунт разума: Поэма. М., 1973;
- Раджаб У. Волшебные Сапоги: Стихотворения. М., 1973;
- Давид Кугультинов. Зов апреля: Стихи и поэма. М., 1975;
- Расул Гамзатов. Берегите матерей: Поэма. М., 1978;
- Алимджан X. Зейнаб и Аман: Поэма. Ташкент, 1979;
- Деляну Л. Волшебная булава: Драматич. сказка в стихах. Кишинев, 1980;
- Нуров В. Д. Солнечный колодец: Стихи. Элиста, 1981;
- Давид Кугультинов. Поэмы. М., 1982. (Библиотечный фонд);
- Нуров В. Отцовский дом: Стихи. М., 1982.

## Сочинения
- [Стихи], «Кр. новь», 1934, № 9;
- Крымские стихи, в сб.: Моск. альманах, [1], М., 1939;
- [Стихи], в сб.: Лит. Москва, № 2, М., 1956;
- Беспечными, суровыми..., «Октябрь», 1957, № 3;
- Переводчик, в кн.: День поэзии 1966, М., 1966.
- Причуды памяти. М., 1988

## Память

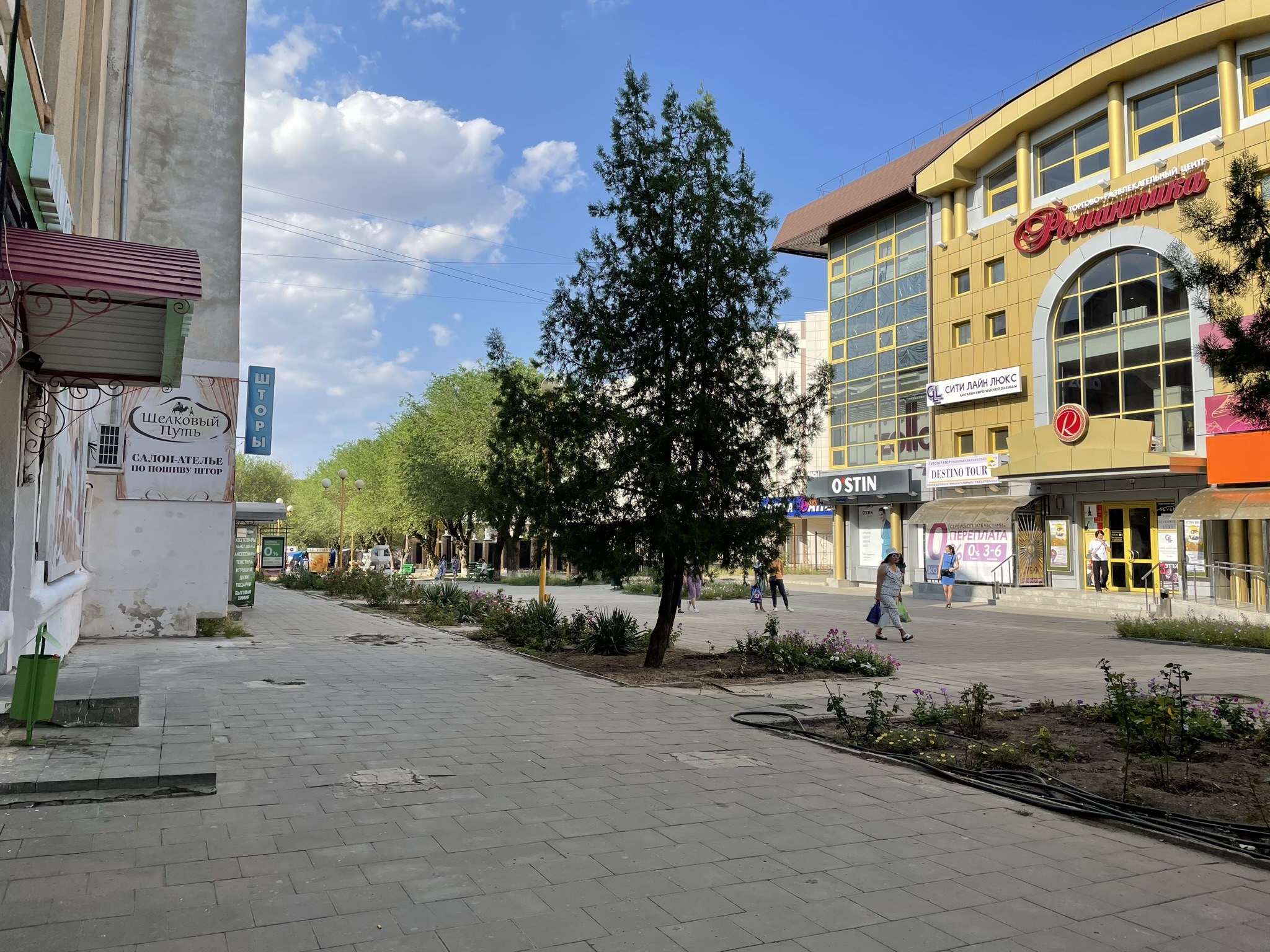
Улица Юлии Нейман в Элисте

- Именем Юлии Нейман названа одна из центральных улиц в Элисте.